# Musée Goethe à l'Auberge au Bœuf
Le musée Goethe à l'Auberge au Bœuf est une auberge gastronomique et un musée littéraire du XIXe siècle, à Sessenheim dans le Bas-Rhin en Alsace. Labellisé Maisons des Illustres, il est consacré à l’idylle amoureuse entre 1770 et 1771, entre le célèbre auteur littéraire, penseur et homme d'État allemand Goethe (1749–1832) et Frédérique Brion.

## Historique
En automne 1770, Johann Wolfgang von Goethe, alors jeune étudiant de 21 ans de l'Université de Strasbourg, vient rendre visite avec son ami Friedrich Weyland à Johann Jakob Brion, pasteur protestant de la paroisse de Sessenheim, à une trentaine de km au nord de Strasbourg. Il tombe immédiatement amoureux de Frédérique Brion, une des filles du pasteur âgée de 18 ans, avec qui il entretient une correspondance épistolaire, et qu'il vient voir fréquemment à Sessenheim les mois suivants jusqu'au 7 août 1771 où leur courte idylle de jeunesse se termine, car reçu docteur en droit en août 1771, il décide de retourner mener sa carrière à Francfort.

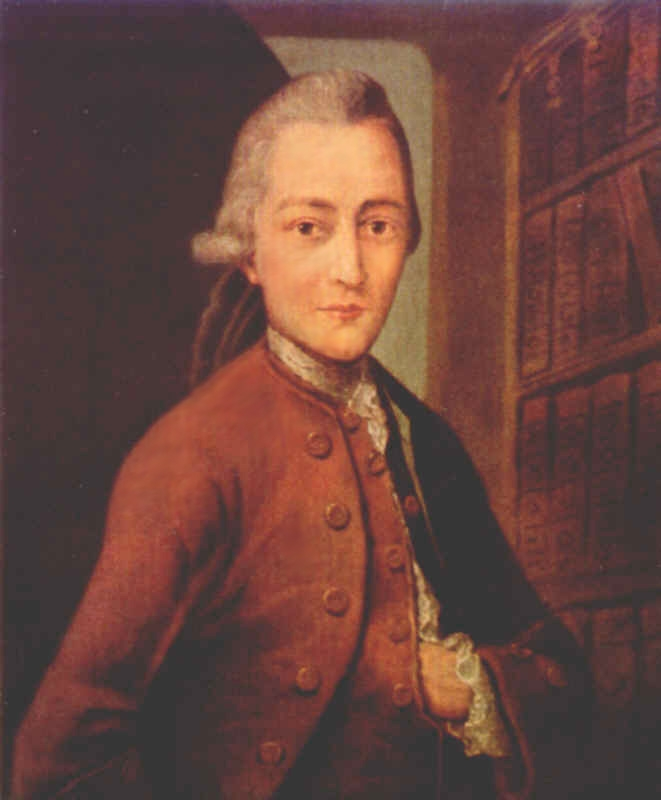
Goethe en 1765
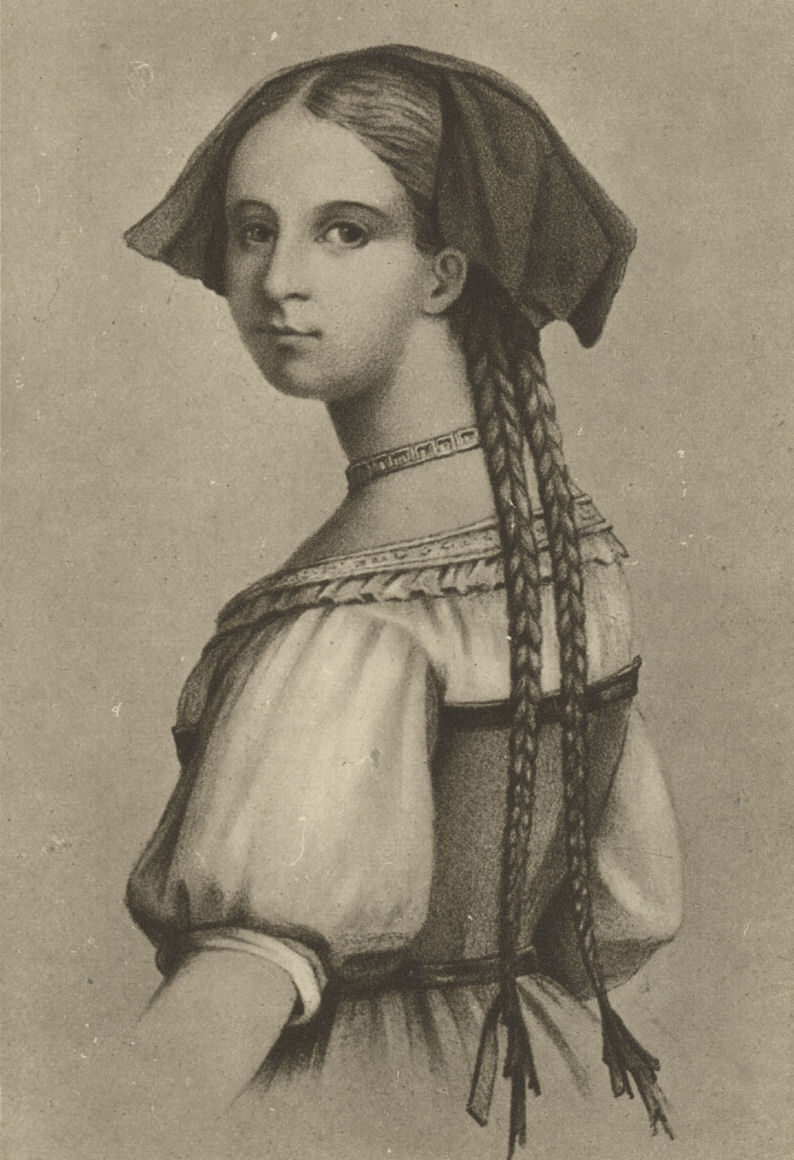
Frédérique Brion
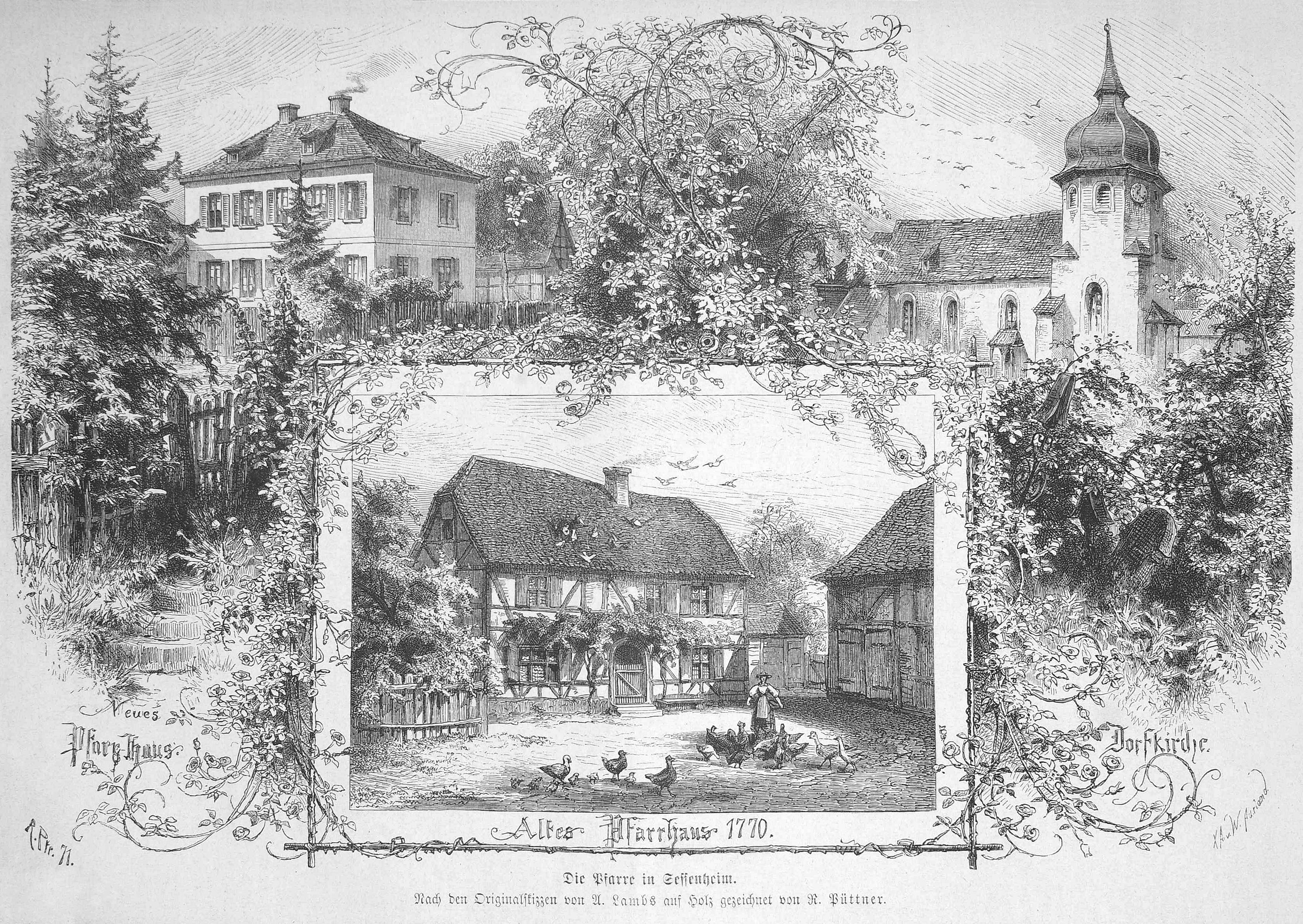
La paroisse de Sessenheim en 1871
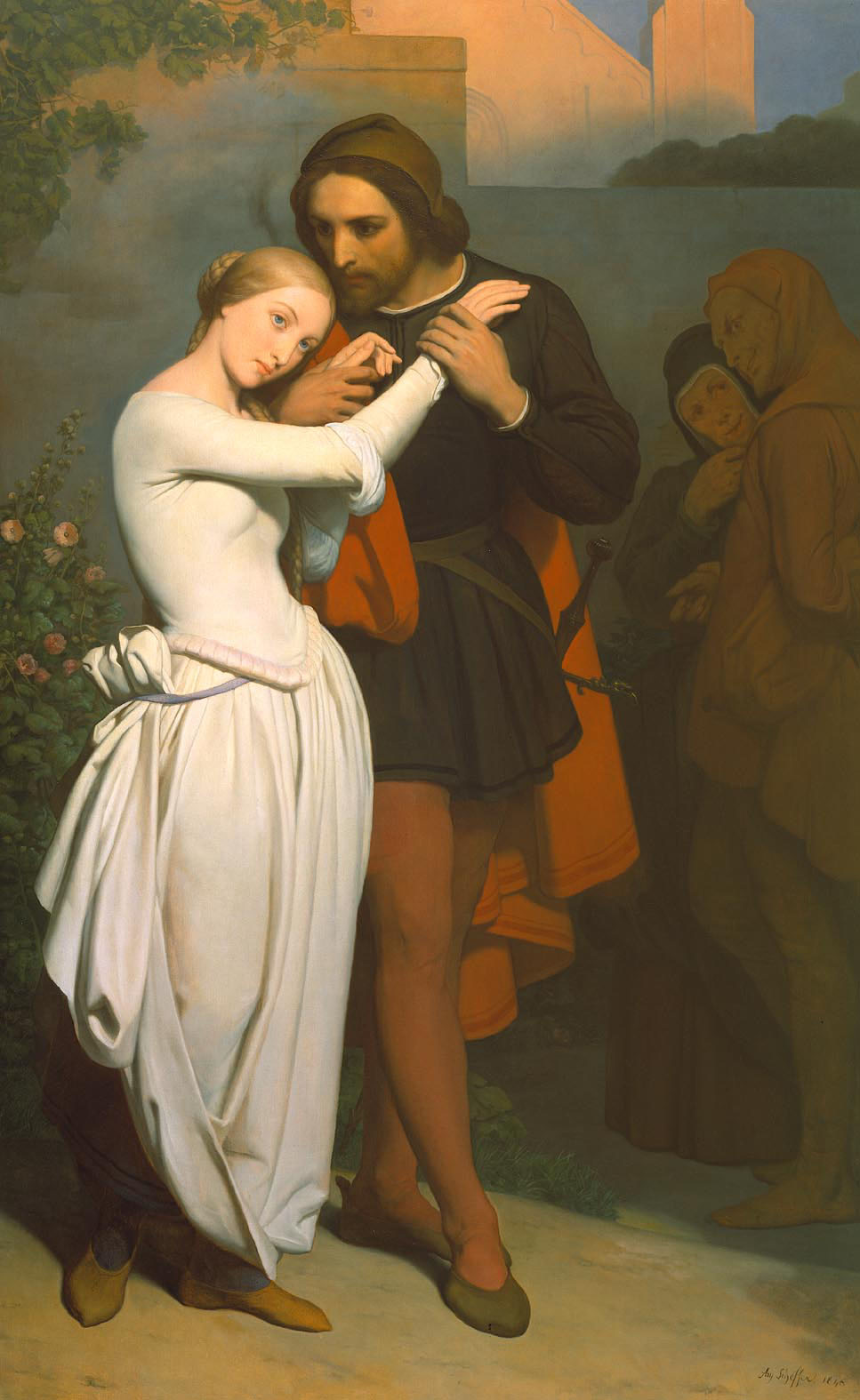
Marguerite (Gretchen) et le docteur Faust (Goethe)

Le poète relate son amour pour la plus charmante étoile de ce ciel campagnard, dans sa correspondance, dans des poésies, et dans son autobiographie de jeunesse Poésie et Vérité (Dichtung und Wahrheit) qu'il rédige entre 1808 et 1831. Frédéric et son idylle lui inspire également le personnage de Marguerite (Gretchen), une jeune fille pure, séduite par le docteur Faust dans son œuvre majeure Faust (Goethe), sur le thème universel du bien et du mal, considérée comme une des œuvres les plus importantes de la littérature allemande.

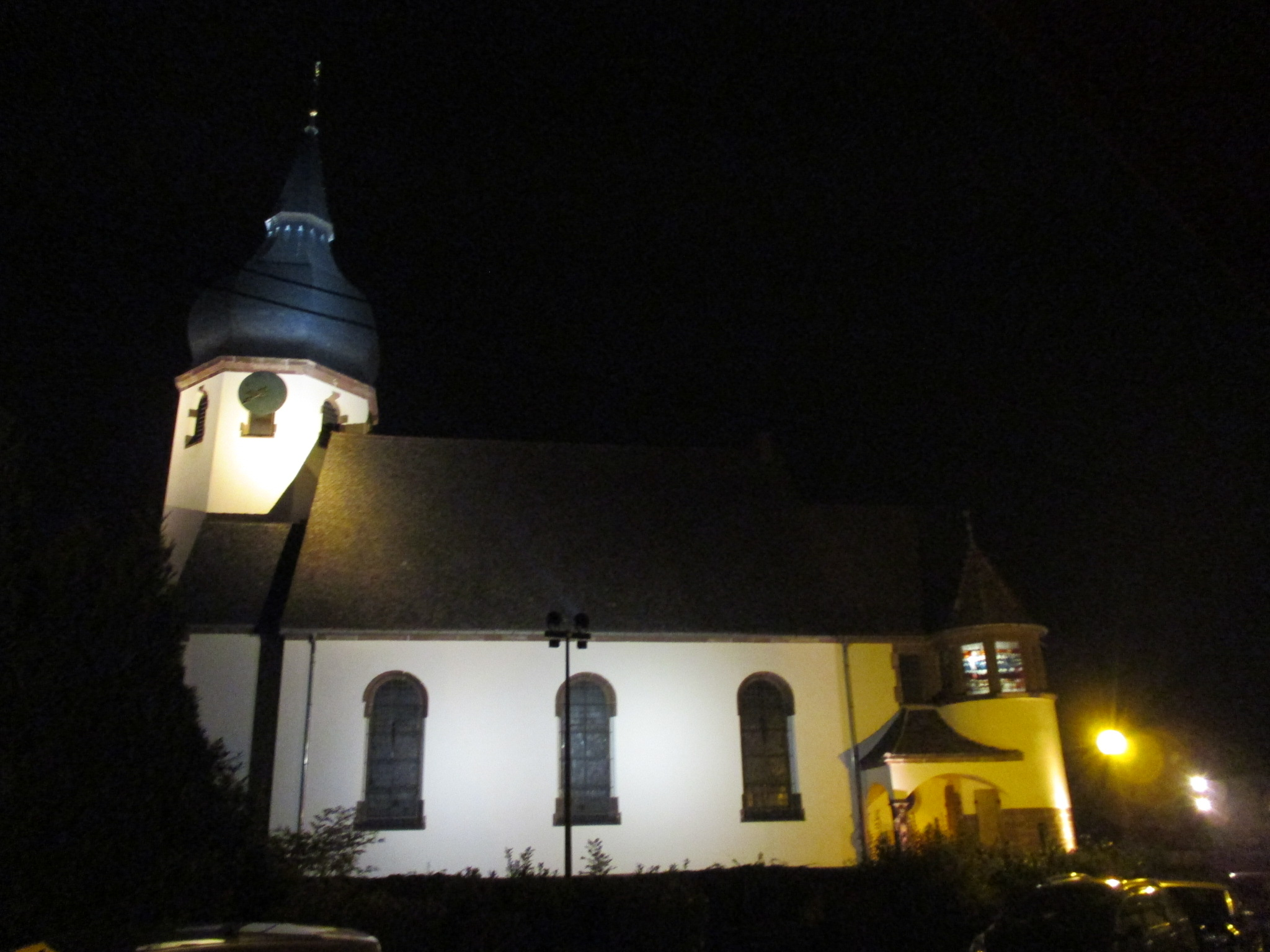
Église luthérienne de Sessenheim, en face de l'auberge
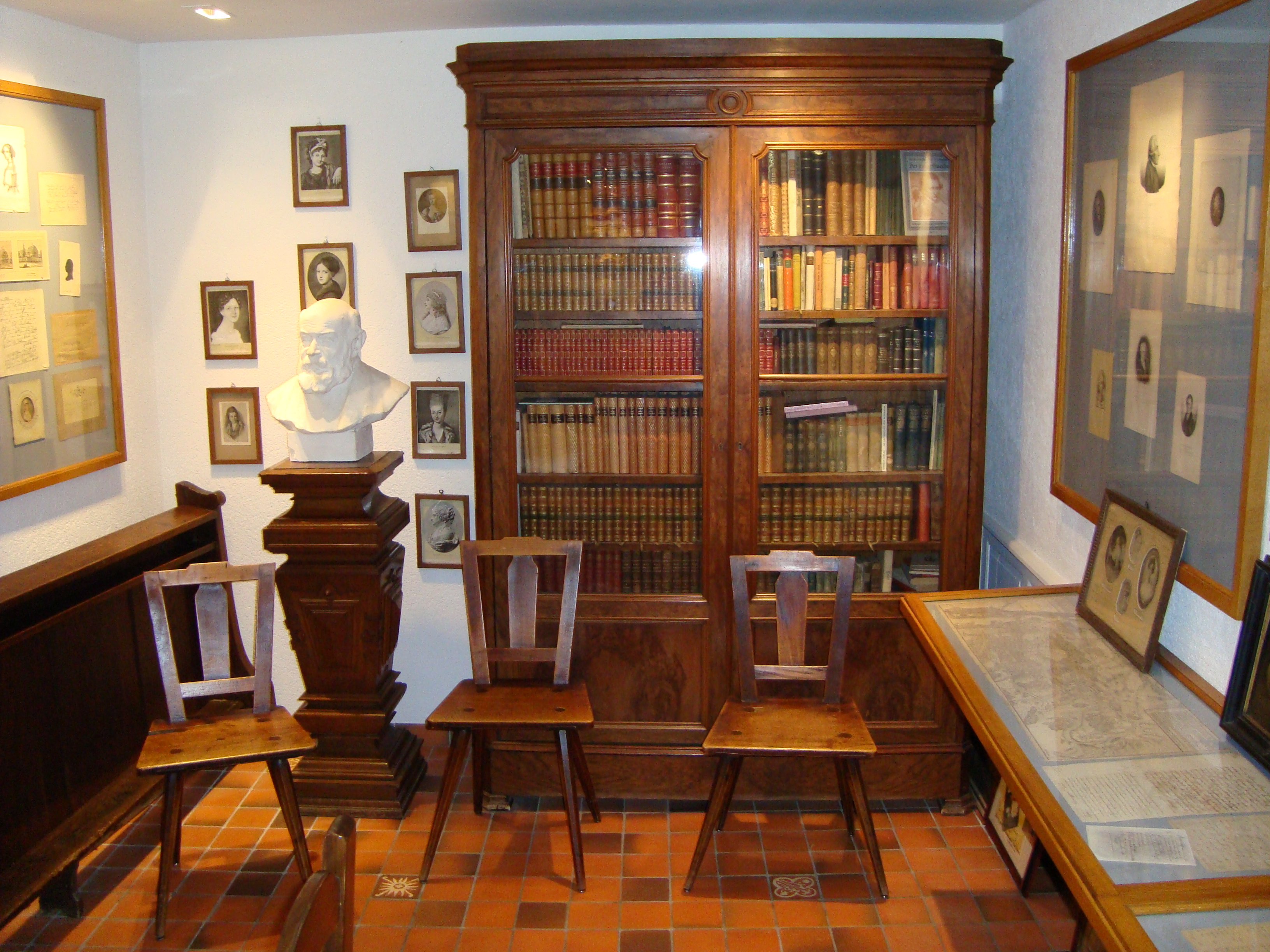
Musée, dans une salle de l'auberge
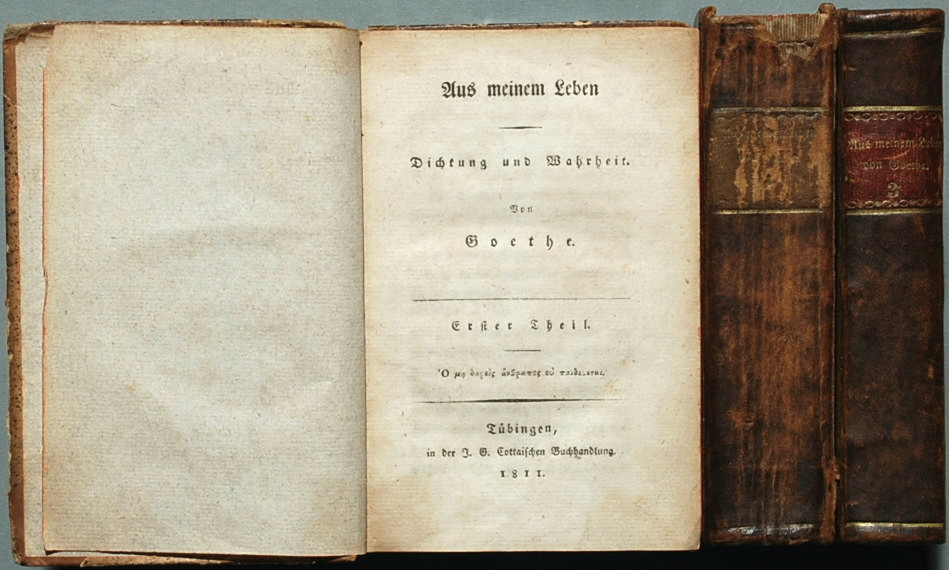
Poésie et Vérité (Dichtung und Wahrheit, 1808 à 1831)
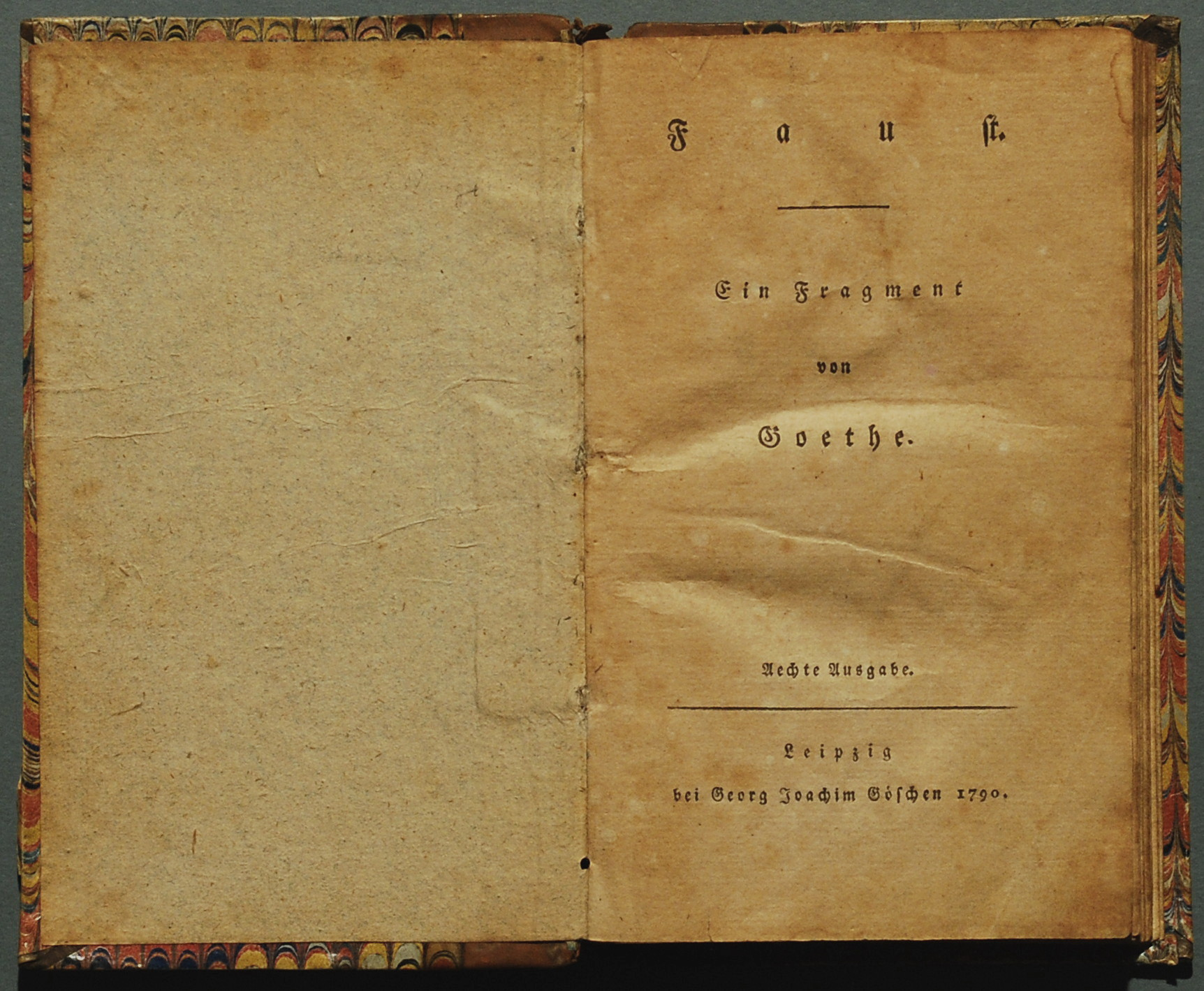
Faust (Goethe), 1808 et 1832

Un premier musée consacré à l’idylle de Goethe et Frédéric est inauguré dans une salle de la mairie, le 10 août 1895, sur l'initiative du professeur, archéologue et écrivain allemand Gustave Adolf Muller, avec les soutiens de Guillaume Gillig et de l’instituteur M. Loux. Y sont exposés beaucoup d’originaux, lettres, poèmes, tableaux, une grande bibliothèque, la chaire, le coq, la croix de l’ancienne église ainsi que les bancs d’église de l’époque...
En 1893 « l’Auberge au Bœuf » est créée face à l'église luthérienne de Sessenheim, dans une demeure restaurée en 1824. Son propriétaire Guillaume Gillig y transfère le musée en 1899.
En 1953 Wolfgang Sautter et son épouse Nora rénovent le musée, et reconstruisent l’actuelle Auberge au Bœuf. Pauline Gillig, veuve du précédent, leur cède les lieux, qu'ils transmettent à leur tour en 1986 à leur fille Christiane Sautter-Germain qui tient depuis l'auberge gastronomique avec, aux fourneaux, son fils Yannick Germain (meilleur jeune talent 2012 pour la région Alsace par le Gault et Millau).